# Sadiq El Fitouri
Sadiq El Fitouri (10 ottobre 1994) è un calciatore libico, difensore dell'Al-Hilal Omdurman.